# Mayo Chiki!
 (avril 2015).
Si vous disposez d'ouvrages ou d'articles de référence ou si vous connaissez des sites web de qualité traitant du thème abordé ici, merci de compléter l'article en donnant les références utiles à sa vérifiabilité et en les liant à la section « Notes et références ».
Mayo Chiki ! (まよチキ！) est une série de light novels japonaise écrite par Hajime Asano et illustrée par Seiji Kikuchi comprenant douze volumes publiés entre novembre 2009 et juillet 2012 par Media Factory. 
Une adaptation en manga dessinée par Niito est prépubliée dans le magazine Comic Alive à partir de juillet 2010 et est reliée en sept tomes d'octobre 2010 à janvier 2014. Une adaptation en série télévisée d'animation est également diffusé de juillet 2011 à septembre 2011.
Un manga dérivé intitulé Mayo Mayo! (まよマヨ！) écrit par Hajime Asano et dessiné par Yuu Eichi est prépublié dans le magazine Nyantype de l'éditeur Kadokawa Shoten entre novembre 2010 et octobre 2011. 

## Synopsis
C'est l'histoire d'un élève normal, Kinjirô Sakamachi,  excepté sa phobie des filles, qui vit seul avec sa petite sœur Kureha, cette dernière s'entrainant souvent avec lui en le frappant comme un punching-ball. Un jour, alors qu'il se rend aux toilettes de son école pour se soulager, il va par accident découvrir la petite culotte à motifs de Subaru Konoe, le majordome de Kanade Suzutsuki, la fille du directeur. À la suite de cela il comprend que Subaru est en réalité une fille. Pour pouvoir protéger ce secret, les deux filles vont lui en faire baver…

## Personnages
Kinjirō Sakamachi (坂町 近次郎, Sakamachi Kinjirō)
Voix japonaise : Satoshi Hino
C'est le personnage principal de l'histoire, il est souvent appelé Jirō et souffre de gynophobie (son nez commence à saigner quand une fille le touche). C'est un élève de seconde année qui découvre par hasard que Subaru Konoe, le majordome de Suzutsuki, est en réalité une fille.
Subaru Konoe (近衛 スバル, Konoe Subaru)
Voix japonaise : Yuka Iguchi
Subaru est le majordome de Kanade Suzutsuki. Elle doit se faire passer pour un homme pour continuer de servir la famille Suzutsuki. Son secret est découvert par Jirō, ce qui l'amène à vouloir faire taire la personne qui a découvert son secret. Elle est alors arrêtée par sa maîtresse Suzutsuki qui menace Jirō de le tuer si jamais il révèle son secret. Et elle commence à avoir des sentiments pour Jiro à la fin de l'animé.
Kanade Suzutsuki (涼月 奏, Suzutsuki Kanade)
Voix japonaise : Eri Kitamura
C'est la fille unique du principal de l'école, qui semble être à première vue riche, élégante et très polie, mais qui peut en réalité se révéler assez sadique. Elle adore tourmenter et titiller Jirō en utilisant sa gynophobie contre lui. Cependant, elle lui promet également de soigner sa gynophobie en échange de son silence sur le secret de son majordome Subaru et n'hésite pas à utiliser des traitements complexes et humiliants sur lui pour s'amuser.Et  commence à avoir des sentiments pour Jiro a la fin de l'animé. 
Masamune Usami (宇佐美 マサムネ, Usami Masamune)
Voix japonaise : Mariya Ise
Une élève de deuxième année sans amis qui demande à Jirō de sortir avec elle pour pouvoir l'éloigner de Konoe durant le festival de l'école, pour permettre au fan-club du majordome de "protéger" Konoe. 
Kureha Sakamachi (坂町 紅羽, Sakamachi Kureha)
Voix japonaise : Kana Hanazawa
C'est la petite sœur de Jirō qui n'hésite pas à se servir de lui pour s'entraîner au catch tous les matins. Elle tombe amoureuse de Konoe, ne sachant pas que celui-ci est en réalité une fille.
Nakuru Narumi (鳴海 ナクル, Narumi Nakuru)
Voix japonaise : Kana Asumi
Une élève de première année, fan de Boy's Love et de lunettes. Elle n'arrête pas d'écrire des dōjinshi BL sur Jirō et Subaru et va même jusqu'à développer un culte pour les lunettes.
Nagare Konoe (近衛 流, Konoe Nagare)
Voix japonaise : Keiji Fujiwara
Le père de Subaru. Voit d'un très mauvais œil la complicité entre Jirō et sa fille. Il déteste par ailleurs Jirō car il pense qu'il veut lui voler sa fille.
Jirō Sakamachi (坂町 次郎, Sakamachi Jirō)
Voix japonaise : Eiji Miyashita
Le père de Kureha et Jirō, mort quand il avait 5 ans. C'est de lui que Jirō tient sa façon de penser et son envie de protéger les êtres qui lui sont chers.

## Productions et supports

### Anime
L'anime est produit par le studio feel. et diffusé pour la première fois au Japon du 7 juillet 2011 au 29 septembre 2011. 
Keiichiro Kawaguchi est chargé de la réalisation de la série au studio Leef, tandis que les chara-designs sont confiés à Kōsuke Kawamura et Seiji Kikuchi. Le dénouement de l'anime est cependant différent de celui du light novel et du manga, écrit par Hajime Asano. 
L'opening Be Starters ! est chanté par Eri Kitamura, doubleuse du personnage de Kanade Suzutsuki tandis que l'ending Kimi ni Gohôshi est interprété par Eri Kitamura, Mariya Ise et Yuka Iguchi, les doubleuses respectives de Kanade Suzutsuki, Masamune Usami et Subaru Konoe.

#### Liste des épisodes
| No                      | Titre français                         | Titre japonais           | Titre japonais                       | Date de 1re diffusion |
| No                      | Titre français                         | Kanji                    | Rōmaji                               | Date de 1re diffusion |
| ----------------------- | -------------------------------------- | ------------------------ | ------------------------------------ | --------------------- |
| 1                       | End of Earth                           | エンド・オブ・アース     | Endo obu Āsu                         | 7 juillet 2011        |
| 2                       | Je suis tombé Amoureuse !              | 大好きになっちゃった!    | Daisuki ni Nacchatta !               | 14 juillet 2011       |
| 3                       | Bien sûr, sur le lit                   | もちろん、ベッドの上で   | Mochiron, Beddo no Uede              | 21 juillet 2011       |
| 4                       | Ne me Fixe pas comme ça…               | あんまりジロジロみるな…  | Anmari Jirojiro Miruna…              | 28 juillet 2011       |
| 5                       | Sors avec moi                          | アタシと付き合いなさい   | Atashi to Tsukiai Nasai              | 4 août 2011           |
| 6                       | Que la Guerre Commence                 | 戦争を始めましょう       | Sensō o Hajimemashō                  | 11 août 2011          |
| 7                       | Enfuyons-nous Ensemble                 | 駆け落ちしよう           | Kakeochi Shiyou                      | 18 août 2011          |
| 8                       | C'est la Première Fois                 | 初めてなんだ             | Hajimete Nanda                       | 25 août 2011          |
| 9                       | Un Rapide Voyage                       | しばらく旅に出ます       | Shibaraku Tabi ni Demasu             | 1er septembre 2011    |
| 10                      | Bon Appétit                            | いっただっきまーす       | Ittadakkimāsu                        | 8 septembre 2011      |
| 11                      | Nyu !                                  | にゅ!                    | Nyu !                                | 15 septembre 2011     |
| 12                      | Le Majordome Hésitant et Moi le Poulet | 迷える執事とチキンな俺と | Mayoeru Shitsuji to Chikin'na Ore to | 22 septembre 2011     |
| Véritable conclusion.   |                                        |                          |                                      |                       |
| 13                      | Caressez-les s'il vous plaît !         | 揉んでください!          | Monde Kudasai!                       | 29 septembre 2011     |
| Considéré comme un OAV. |                                        |                          |                                      |                       |